# Smail Prevljak
Smail Prevljak (Konjic, 10 de mayo de 1995) es un futbolista bosnio que juega de delantero en el N. K. Istra 1961 de la Primera Liga de Croacia.

## Selección nacional
Es internacional con la selección de fútbol de Bosnia y Herzegovina. Fue internacional sub-21 antes de convertirse en internacional absoluto en 2018.

## Clubes
| Club                        | País     | Año       |
| --------------------------- | -------- | --------- |
| R. B. Leipzig               | Alemania | 2014      |
| Red Bull Salzburgo          | Austria  | 2014-2020 |
| F. C. Liefering (cedido)    | Austria  | 2014-2017 |
| S. V. Mattersburgo (cedido) | Austria  | 2017-2018 |
| K. A. S. Eupen (cedido)     | Bélgica  | 2020      |
| K. A. S. Eupen              | Bélgica  | 2020-2023 |
| Hertha Berlín               | Alemania | 2023-2025 |
| N. K. Istra 1961            | Croacia  | 2025-     |

## Palmarés

### Títulos nacionales
| Título          | Club               | País    | Año  |
| --------------- | ------------------ | ------- | ---- |
| Bundesliga      | Red Bull Salzburgo | Austria | 2019 |
| Copa de Austria | Red Bull Salzburgo | Austria | 2019 |